# Neolithodes
Neolithodes (лат.) — род неполнохвостых раков из семейства крабоиды.

## Этимология
Слово Neolithodes происходит от греческого neo, что означает новый, и Lithodes, близкородственного рода крабоидов. Название последнего рода происходит от латинского «lithodes», что означает «подобный камню».

## Характеристика
Встречаются во всех крупных океанах, как в высоких, так и в низких широтах. Хотя в холодных регионах есть находки на глубине 124 м, большинство обнаружено намного глубже, обычно 700—2000 м, а самая глубокая находка произошла на глубине 5238 м.
Раки от довольно крупных до крупных, обычно красноватого цвета и с колючками, хотя размер этих колючек варьирует в зависимости от вида (от длинных у таких видов, как N. grimaldii, до очень коротких у таких видов, как N. flindersi. Они имеют тенденцию быть более выраженными у мелких, чем у крупных особей).

## Экология
К их панцирю и ногам иногда прикрепляются различные сидячие организмы, такие как усоногие раки, а в их панцире могут жить небольшие комменсальные амфиподы. Иногда они становятся жертвами морских слизней рода Careproctus, которые откладывают икру в жаберную полость крабоида, чтобы она там развивалась, пока не не вылупятся личинки. Некоторые молодые особи Neolithodes имеют комменсальные отношения с голотуриями Scotoplanes. Чтобы защититься от крупных хищников, молодой краб прячется под голотурией.

## Виды
На сентябрь 2023 года в род включают следующие виды:
- Neolithodes agassizii (Smith, 1882)
- Neolithodes asperrimus Barnard, 1947
- Neolithodes brodiei Dawson & Yaldwyn, 1970
- Neolithodes bronwynae Ahyong, 2010
- Neolithodes capensis Stebbing, 1905
- Neolithodes diomedeae (Benedict, 1895)
- Neolithodes duhameli Macpherson, 2004
- Neolithodes flindersi Ahyong, 2010
- Neolithodes grimaldii (A Milne-Edwards & Bouvier, 1894)
- Neolithodes indicus Padate, Cubelio & Takeda, 2020
- Neolithodes nipponensis Sakai, 1971
- Neolithodes vinogradovi Macpherson, 1988
- Neolithodes yaldwyni Ahyong & Dawson, 2006